# 久我通宣
久我 通宣（こが みちのぶ）は、南北朝時代から室町時代前期にかけての公卿。太政大臣・久我具通の子。官位は正二位・権大納言。

## 経歴
陸奥権守・権中納言を経て、応永3年（1396年）に正三位権大納言となり、淳和院別当となる。応永6年（1399年）に権大納言を辞す。応永10年（1403年）再度権大納言となる。
応永22年（1415年）権大納言を辞職。応永26年（1419年）に46歳で出家した。

## 系譜
- 父：久我具通（1342-1397）
- 母：徳大寺公清の娘
- 妻：不詳
  - 男子：久我清通（1393-1453）
  - 男子：守遍
  - 男子：隆雅